# Roger of Wesham
Roger of Wesham (auch Roger Weseham oder de Wesham) († 21. Mai 1257 in Brewood) war ein englischer Geistlicher. Von 1245 bis 1256 war er Bischof von Coventry und Lichfield.

## Herkunft und Aufstieg als Dozent
Roger Wesham nannte sich vermutlich nach Weasenham St Peter in Norfolk. Schon früh wurde er von dem Geistlichen Robert Grosseteste gefördert. 1229 erhielt er eine Pfründe an der St Paul’s Cathedral in London. Er studierte an der Oxford University, wo er 1233 einen Abschluss als Magister machte. In diesem Jahr erhielt er eine weitere Pfründe in Elstow in Bedfordshire. Am 21. März 1234 wurde er zum Rektor von Walgrave in Northamptonshire ernannt, obwohl er bislang nur zum Diakon geweiht worden war. Ab 1235 war er Dozent in Oxford  und lehrte Theologie an der Franziskanerniederlassung. Für die Lehrtätigkeit musste er seine Pfründen in Elstow und Walgrave niederlegen, da er mit diesen für das Seelenheil seiner Gemeinden verantwortlich war. Stattdessen wurde er im Mai 1237 Archidiakon von Oxford. Angeblich soll er auch ab 1238 Archidiakon von Rochester gewesen sein, was jedoch unwahrscheinlich ist und wohl auf einer Verwechslung mit einem Kanzler der Universität Oxford beruht. 1240 beendete er seine Lehrtätigkeit in Oxford, wo er am 13. Juli 1240 auch das Amt des Archidiakons niederlegte.

## Aufstieg zum Bischof
Vor dem 21. August 1240 wurde Wesham von Grosseteste, der seit 1235 Bischof von Lincoln war, zum Dekan von Lincoln ernannt, nachdem sich das Kathedralkapitel auf keinen Nachfolger für den zurückgetretenen William of Thornac einigen konnte. In Lincoln wurde er in den Konflikt zwischen Grosseteste und dem Kathedralkapitel verwickelt, in dem das Kapitel dem Bischof das Recht zur Visitation verweigerte. Dieser Konflikt wurde schließlich zur Entscheidung an die Kurie verwiesen. Deren Entscheidung gab dem Bischof in fast allen Punkten Recht, weshalb die Angehörigen des Kathedralkapitels Wesham beschuldigten, ihre Interessen verraten zu haben. Kurz darauf wurde Wesham jedoch auf Empfehlung von Grosseteste zum Bischof der Diözese Coventry und Lichfield ernannt, wo nach dem Tod von Bischof Hugh of Pattishall Ende 1241 die Wahlen für einen neuen Bischof gescheitert waren. Zwischen dem 17. Mai und dem 4. Juli 1245 wurde Wesham am Papsthof in Lyon zum Bischof geweiht. König Heinrich III. wurde bei der Ernennung Weshams übergangen und war offenbar so verärgert, dass er Wesham erst am 25. März 1246 die Verwaltung der Temporalien der Diözese übergab. 

## Tätigkeit als Bischof
In Lichfield umgab sich Wesham mit einem Haushalt, dem gebildete Geistliche wie der Franziskanerbruder Vincent, der Gelehrte John of Basingstoke und Ralph of Sempringham, ein ehemaliger Kanzler der Universität Oxford angehörten. Da jedoch auch während Weshams Amtszeit als Bischof kein Urkundenregister angelegt wurde, sind die Nachweise für Weshams Tätigkeit spärlich. Obwohl sein Förderer Grosseteste bereits in der Diözese Lincoln ein Urkundenregister führte, ließ auch Wesham in Lichfield kein Register anlegen. Belegt ist, dass er 1247 einen Streit zwischen Haughmond Abbey und Ranton Abbey um die Grenzen ihrer Gerichtsbarkeiten beilegen konnte und dass er sich um die Ausstattung von Hillmorton in Warwickshire mit Besitzungen sorgte. 1252 erließ er eine 35 Artikel umfassende Anordnung, wie Visitationen in der Diözese erfolgen sollten. Er förderte auch die Verbreitung der Instituta, einer Anleitung für die Geistlichkeit über die Lehren der Kirche, die dazu Themenvorschlägen für Predigten enthielt. In Lichfield stattete er das Archidiakonat von Chester mit einer weiteren Pfründe aus, dazu schuf er zwei neue Pfründen für die Kathedrale und erhöhte die Einkünfte der Bischöfe. 

## Rücktritt und Tod
Vor 1253 war Wesham so schwer erkrankt, dass Papst Innozenz IV. ihm am 7. August 1253 erlaubte, einen Koadjutor zu ernennen. Ab 1256 war er gelähmt, so dass er Papst Alexander IV. bat, sein Amt niederlegen zu dürfen. Dieser beauftragte Bischof Henry of Lexinton von Lincoln, den Amtsverzicht von Wesham entgegenzunehmen. Am 4. Dezember 1256 legte Wesham auf dem bischöflichen Gut von Brewood in Staffordshire sein Amt nieder, wo er danach auch bis zu seinem Tod blieb. Wenige Tage nach seinem Tod wurde er in der Kathedrale von Lichfield beigesetzt. Die Trauerfeier leitete Fulk of Sandford, Erzbischof von Dublin.